# Lippouti et Lippoutou
Vous lisez un « bon article » labellisé en 2016.
Lippouti (ムチュール, Muchūru, dans les versions originales en japonais) et son évolution Lippoutou (ルージュラ, Rūjura) sont deux espèces de Pokémon.
Issues de la célèbre franchise de médias créée par Satoshi Tajiri, elles apparaissent dans une collection de jeux vidéo et de cartes, dans une série d'animation, plusieurs films, et d'autres produits dérivés. Lippoutou fait partie de la première génération de Pokémon, apparue en 1996 dans les jeux vidéo Pokémon Vert et Pokémon Rouge. Lippouti, sa pré-évolution, a été créée avec la deuxième génération, en 1999. Elles sont de types glace et psy et occupent respectivement les 124e et 238e emplacements du Pokédex, l'encyclopédie qui recense les différentes espèces de Pokémon.
Ces deux Pokémon ont été accueillis de manière assez négative par le public. À cause de son apparence, Lippoutou a été au cœur d’une controverse aux États-Unis, où elle a été accusée de véhiculer des stéréotypes racistes envers les Noirs, notamment par la critique culturelle Carole Boston Weatherford. Ces accusations ont amené le studio Game Freak à modifier sa couleur de peau, qui est passée du noir au violet.

## Création
Propriété de Nintendo, la franchise Pokémon est apparue au Japon en 1996 avec les jeux vidéo Pocket Monsters Vert et Pocket Monsters Rouge. Son concept de base est la capture et l'entraînement de créatures appelées Pokémon, afin de leur faire affronter ceux d'autres dresseurs de Pokémon. Chaque Pokémon possède un ou deux types — tels que l'eau, le feu ou la plante  — qui déterminent ses faiblesses et ses résistances au combat. En s'entraînant, ils apprennent de nouvelles attaques et peuvent évoluer en un autre Pokémon.

### Conception graphique
La conception de Lippouti et Lippoutou, comme la plupart des Pokémon, est l’œuvre de l’équipe de développement des personnages du studio Game Freak ; leur apparence a ensuite été finalisée par Ken Sugimori. Lippoutou fait partie de la première génération de Pokémon, qui apparaît pour la première fois au Japon en 1996, dans les jeux Pocket Monsters Vert et Pocket Monsters Rouge, sortis dans le reste du monde sous les noms de Pokémon Rouge et Bleu,. Elle porte le numéro 124 dans le Pokédex. Les sources d'inspiration du design de Lippoutou sont discutées après qu'elle a été accusée aux États-Unis de caricaturer les Noirs à la manière des blackfaces. La communauté des fans a envisagé plusieurs sources d'inspiration alternatives, sans que Nintendo et Game Freak n'y apportent de réponse définitive : Lippoutou pourrait ainsi évoquer la mode japonaise ganguro (ガングロ, littéralement « visage noir ») ou des personnages du folklore japonais tels que Yama-uba ou Yuki-onna,,.
Lippouti a été créée postérieurement, avec la seconde génération de Pokémon, comme la pré-évolution de Lippoutou, et fait sa première apparition en 1999 dans les jeux Pokémon Or et Argent. Ces jeux introduisent le système des bébés Pokémon : les Pokémon peuvent désormais se reproduire en pondant un œuf, qui contient la forme de base du Pokémon : ainsi, un œuf issu de deux Dracaufeu contient un Salamèche ; cependant, pour certains Pokémon, l'œuf ne contient pas la forme de base mais une forme pré-évoluée, généralement appelée « bébé ». Sept familles de Pokémon issues de la première génération se voient dotées d'un bébé, dont le design rappelle celui du Pokémon de base avec des traits plus arrondis, enfantins : pour Lippoutou, le bébé est Lippouti,. Elle porte le numéro 238 dans le Pokédex.

### Dénomination
Lippouti et Lippoutou sont initialement nommées Muchul (ムチュール, Muchūru) et Rougela (ルージュラ, Rūjura) en japonais. « Rougela » est formé sur « rouge » (ルージュ), qui désigne le blush en japonais, ; quant à « Muchul », il s'agit de la combinaison des termes japonais muchū (夢中), la transe, et chū (チュー), onomatopée d'un baiser. Ces noms sont ensuite adaptés dans quatre langues lors de la parution mondiale des jeux : anglais, français, allemand et coréen ; le nom anglais est utilisé dans les autres traductions du jeu.
Nintendo a choisi de donner aux Pokémon des noms « astucieux et descriptifs », liés à l'apparence ou aux pouvoirs des créatures, pour rendre les personnages plus compréhensibles pour les enfants. En anglais, Lippoutou prend le nom de Jynx, un jeu de mots avec jinx, terme familier désignant le mauvais sort ; en allemand, son nom est Rossana, dérivé du prénom Roxane ; en français, « Lippoutou » est un mot-valise formé des termes « lippu » et « poutou ». Son nom coréen est une simple transcription en hangeul du nom japonais : 루주라 (Rujura). Dans la logique de son nom japonais, les noms de Lippouti dans les différentes langues sont fondés sur le baiser : Smoochum en anglais, de « smooch », Kussilla en allemand, de « Kuss » et 뽀뽀라 (Ppoppora) en coréen, de 뽀뽀 (Ppoppo). En français, son nom s'inspire directement de celui de sa forme évoluée : c'est une combinaison de « Lippoutou » et de « petit ».

## Description
Ces deux Pokémon sont l'évolution l'une de l'autre : Lippouti évolue en Lippoutou. Dans les jeux vidéo, cette évolution survient lorsqu'elle atteint le niveau 30. Elles sont toutes deux de type glace et psy et, à l'instar de quelques autres espèces, telles Kangourex ou Écrémeuh, Lippouti et Lippoutou sont toujours de sexe féminin.

### Lippouti
Lippouti est une petite créature humanoïde qui évoque un bébé. Elle mesure une quarantaine de centimètres pour environ six kilos. Sa peau est violette (ou rose pour les individus chromatiques) au niveau de la tête et du bassin, et écrue sur le torse, les mains et les pieds. Sa tête représente environ la moitié de son corps entier, surmontée d'une importante chevelure blonde ; elle a de très grands yeux ainsi que des lèvres proéminentes. D'après le Pokédex, qui la qualifie de « bisou », ses lèvres proéminentes lui servent d'outil tactile pour examiner les choses,. Elle a tendance à courir partout et à tomber souvent et se mire alors dans les flaques d'eau pour vérifier qu'elle ne s'est pas salie.

### Lippoutou
Lippoutou est une créature humanoïde qui évoque une petite femme replète portant un bustier rouge. Elle mesure 1,4 mètre pour une quarantaine de kilos. Sa peau fut d'abord noire avant de devenir violette à partir de la deuxième génération et sa longue chevelure est blonde. Les Lippoutou chromatiques portent une robe rose et une chevelure blanche. D'après le Pokédex, Lippoutou est réputée pour ses danses incessantes, composées d'ondulations et de déhanchements, dans lesquels elle entraîne facilement les humains. Ces danses lui servent de moyen de communication et varient suivant son humeur. Ses cris sont également très développés et semblent correspondre à un langage incompréhensible, tant pour les humains que pour les Pokémon,,. Elle attaque en utilisant son énergie psychique pour projeter des orbes ou se protéger derrière des barrières ou en embrassant ses ennemis. Cette dernière technique de combat lui est propre : elle est le seul Pokémon à apprendre l'attaque « Grobisou » (en japonais « Akuma no kisu », « baiser du démon »), qui endort l'adversaire,.

## Apparitions

### Jeux vidéo

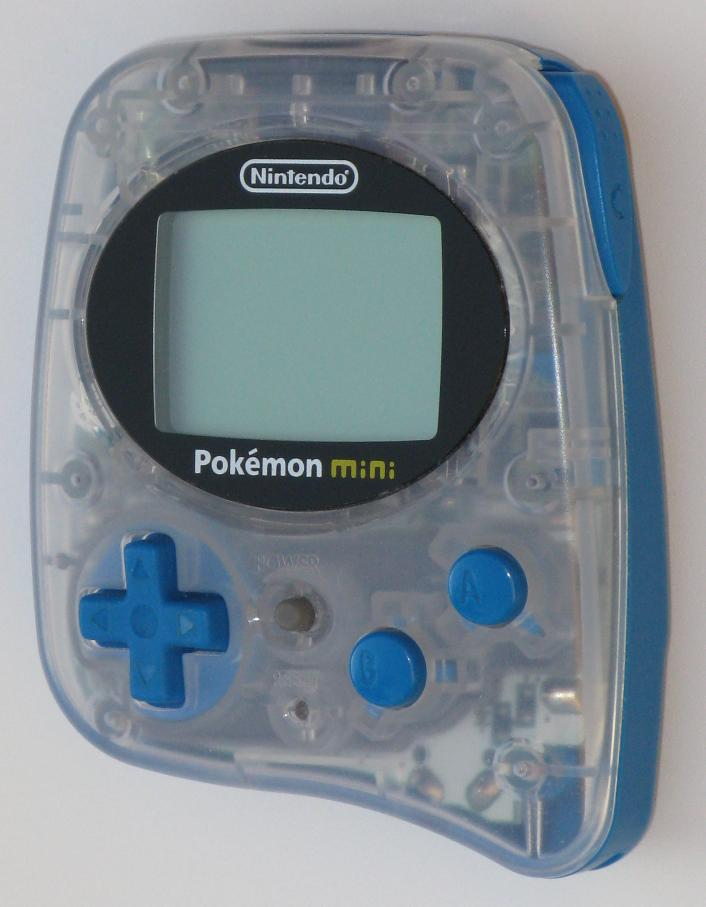
Pokémon Mini bleu. Lippouti fut utilisée pour la promotion de la déclinaison violette.

Lippouti et Lippoutou apparaissent d'abord dans la série de série de jeux vidéo Pokémon, dont les jeux ont été vendus à près de 200 millions d'exemplaires à travers le monde. Lippoutou fait sa première apparition en 1996 dans les jeux japonais Pocket Monsters Vert (ポケットモンスター 緑, Poketto Monsutā Midori) et Pocket Monsters Rouge (ポケットモンスター 赤, Poketto Monsutā Aka), sortis en Occident sous le titre de Pokémon Rouge et Bleu, où elle ne peut être obtenue qu'en l'échangeant avec un personnage non-joueur contre un Têtarte. Lippouti, sa pré-évolution, apparaît quant à elle dans Pokémon Or et Argent en 1999. Par la suite, elles sont toutes deux réapparues dans les jeux vidéo subséquents. Lippoutou est notamment utilisée par Olga dans les jeux de la première génération et par Clément dans la deuxième, deux membres de la Ligue Indigo, qui constitue l'ultime défi du jeu,.
En combat, l'attaque la plus puissante de Lippouti et Lippoutou est « Blizzard » ; elles disposent également des capacités spéciales « Benêt », qui les protège de l'attaque « Attraction », ou « Prédiction », qui leur permet de connaître l'attaque la plus puissante de leur adversaire. Lippoutou peut se reproduire avec les Pokémon du groupe d'œuf Humanoïde ; l'œuf contient un Lippouti et éclot après 6 400 pas. Comme les autres bébés Pokémon, Lippouti ne peut être capturée à l'état sauvage avant la quatrième génération et ne pouvait donc être obtenue que par reproduction auparavant.
Lippoutou et Lippouti apparaissent également dans de nombreux jeux Pokémon dérivés, notamment Pokémon Link! et certains opus de Pokémon : Donjon mystère et Pokémon Ranger, ou pour Lippouti, dans PokéPark Wii : La Grande Aventure de Pikachu. De plus, l'une des trois versions de la console Pokémon Mini est violette, aux couleurs de Lippouti.

### Série télévisée et films
La série télévisée Pokémon et les films qui en sont issus narrent les aventures d'un jeune dresseur de Pokémon du nom de Sacha, qui voyage à travers le monde pour affronter d'autres dresseurs ; l'intrigue est souvent distincte de celle des jeux vidéo. Lippouti et Lippoutou sont notamment les personnages centraux de l'épisode 445 Trois Lippoutou et un Lippouti, dans lequel Sacha s'allie avec trois Lippoutou pour délivrer leur bébé, enlevé par la Team Rocket. Lippoutou apparaît pour la première fois dans la série dans l'épisode spécial de Noël Des joujoux par milliers, diffusé en 1998 au Japon et en 1999 en Occident, dans lequel elles aident le Père Noël à distribuer les cadeaux. Conséquence de la controverse qui suivit, l'épisode 250 Kōri no dōkutsu! (氷の洞窟!, en français : Les grottes de glace), dont elle est un personnage central, ne fut pas diffusé en Occident. Elle n'y apparut plus avant 2006, avec la peau désormais violette, dans les épisodes 392 et 393 Concours et jalousie, où elle appartient à une dresseuse du nom d'Erica. Quant à Lippouti, elle apparaît pour la première fois dans l'épisode 205 Sacrés acteurs !, diffusé en 2001 au Japon et en 2002 en Occident. C'est un personnage récurrent en tant qu'adjuvant des Frères Pichu, les personnages principaux de certains épisodes spéciaux apparus dans le court-métrage Pikachu et Pichu puis dans plusieurs épisodes de la mini-série Pokémon Chronicles.

### Autres médias
Lippoutou et Lippouti apparaissent principalement dans deux des nombreux mangas inspirés de la franchise Pokémon en plus d'apparitions ponctuelles plus anecdotiques. D'une part, dans le manga shōjo Pocket Monsters PiPiPi Adventures, Lippoutou est une célèbre diseuse de bonne fortune et sa petite sœur, Lippouti, s'essaie également à la voyance, avec moins de réussite. D'autre part, dans Pocket Monsters Special, Lippoutou est un des Pokémon d'Olga, l'une des principales antagonistes du premier arc et Lippouti est un des Pokémon de Crystal, une des héroïnes du second arc.
Elles figurent également dans le jeu de cartes Pokémon, un jeu de cartes à collectionner dont le principe est similaire aux combats Pokémon : le joueur doit utiliser ses cartes, chacune à l'effigie d'un Pokémon, pour vaincre les cartes de son adversaire. Lippoutou était présente dès la première édition et 23 cartes à son effigie ont été publiées en tout. Lippouti ne figure quant à elle que sur sept cartes. Comme dans les jeux, ces cartes sont de types Psy ou Eau, à l'exception des deux cartes δ (delta), de type Feu.

## Accueil

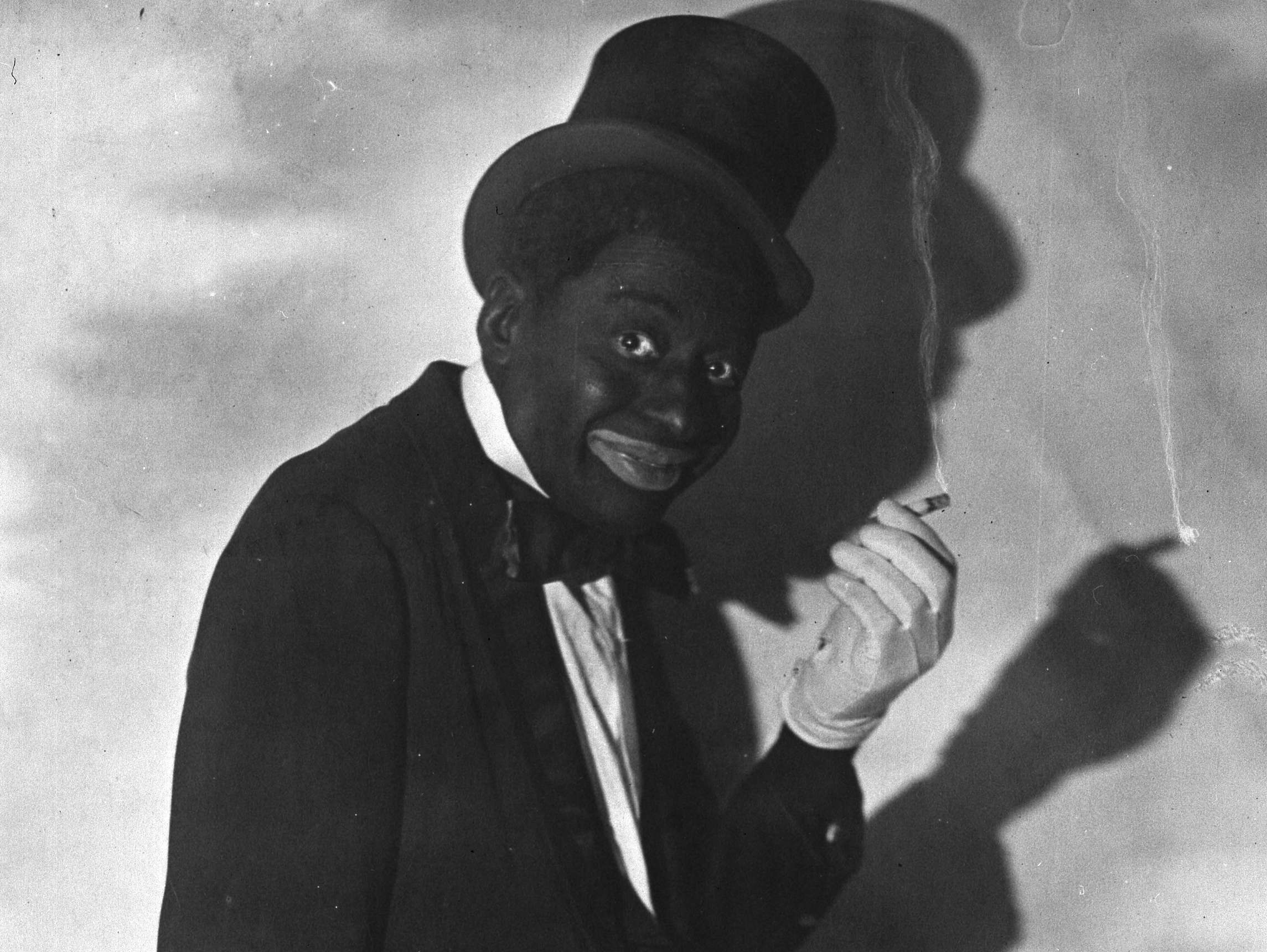
Lippoutou fut accusée de caricaturer les Noirs à la manière des blackfaces.

Du fait de son aspect humanoïde, de sa peau noire et de ses grosses lèvres, Lippoutou a été accusée, par la critique culturelle afro-américaine Carole Boston Weatherford, de véhiculer des stéréotypes racistes envers les Noirs. Carole Boston Weatherford dénonce pour les mêmes raisons le personnage de Mr. Popo dans le manga Dragon Ball. Trois semaines après la diffusion de l'épisode du dessin animé Des joujoux par milliers, qui met en scène pour la première fois Lippoutou, elle publie un article intitulé Politically Incorrect Pokémon dans le journal Greensboro News Record (« Pokémon politiquement incorrect ») puis renouvelle ses critiques dans deux autres articles parus dans Advertising Age et dans le Christian Science Monitor.
Dans ces articles, Carole Weatherford accuse Lippoutou de véhiculer le stéréotype raciste de la femme noire aux grosses lèvres et aux larges hanches. Elle la compare aux acteurs blackface, qui caricaturaient les Noirs dans le cinéma américain des années 1930, ou encore au livre pour enfants de la fin du XIXe siècle Little Black Sambo. Elle affirme également enfin que son nom anglais, « Jynx » fait référence au vaudou, une pratique religieuse d’origine africaine. Elle considère que ce Pokémon exprime une forme de racisme en vigueur au Japon et s’étonne qu’il ait pu être considéré comme adapté à un marché multiracial comme celui des États-Unis.
Ces critiques auront un certain écho. Le Jim Crow Museum de l'université de Ferris présente ainsi Lippoutou comme un exemple contemporain de racisme. La presse spécialisée sur Internet a également fortement critiqué Lippoutou. Ainsi, le site 1UP.com la qualifie d'« ignoble Pokémon blackface, » et IGN de « travesti nain au maquillage raciste, ». GameDaily, quant à lui, la place en tête de son « Top 10 des Pokémon au design le plus dérangeant » en relevant sa ressemblance avec les blackfaces. Dans le but de faire cesser la controverse, Game Freak modifia la couleur de la peau de Lippoutou à partir de la sortie américaine des versions or et argent : de noire, sa peau deviendra violette à partir de la deuxième génération de jeux,,. Les apparitions de Lippoutou dans la série télévisée furent supprimées en Occident : l'épisode Des joujoux par milliers ne parut pas en DVD, l'épisode 250 Kōri no dōkutsu! ne fut pas diffusé et un caméo du Pokémon fut coupé dans l'épisode 287 La beauté du jeu. Elle ne réapparaît que dans l'épisode 392 Concours et jalousie, avec la peau violette.
Lippoutou fut également critiquée pour son aspect sexué, notamment son importante poitrine. Dans le Washington Post, la journaliste Mary C. Morton décrit le Pokémon comme ayant « des traits clairement féminins bien que grossièrement caricaturés » et rejette l'idée selon laquelle ce jeu dépasserait les préjugés sexistes. Le site spécialisé Destructoid la mentionne parmi ses « Trente Pokémon nuls » avec comme seul commentaire « Ne faites pas comme si vous ne vous y attendiez pas [à la voir figurer]. ». Au contraire, le livre Gaming Cultures and Place in Asia-Pacific voit dans le design de Lippoutou une expression de l'humour surréaliste heta-uma (« mauvais-bon »), qui nécessite de dépasser l'aspect étrange de ce design pour en apprécier la complexité ; il considère qu'il apporte une diversité intéressante au sein des Pokémon.
Sans être concernée par ces controverses, Lippouti sera également accueillie négativement. Elle figure ainsi parmi dans le classement des 10 Pokémon les plus détestés par les lecteurs du site IGN en 2011 et le rédacteur du site ComicsAlliance David Uzumeri la décrit comme un Sorcier-Aubergine (en) – un personnage du jeu vidéo Kid Icarus – assorti d'une perruque. La rédactrice du site GamesRadar+ Carolyn Gudmundson écrit en 2008 qu'elle est reconnaissante pour les 489 espèces de Pokémon – qui sont en réalité 493 – précisant que pour elle, Lippouti, Lamantine, Héliatronc et Rosabyss sont « comme morts »,.